# Maribor Generals
I Maribor Generals sono una squadra di football americano di Maribor, in Slovenia; hanno vinto 3 Alpe Adria Football League.
Le origini del club risalgono al marzo 2008, quando alcuni appassionati di football americano fondano lo "Športno društvo Maribor Generals" - registrato ufficialmente il 21 maggio dello stesso anno - e avviano le prime sessioni di allenamento.

## Dettaglio stagioni

### Tornei nazionali

#### Campionato

##### 1. SLAN
| Stagione | regular season | regular season | regular season | regular season | regular season | regular season | playoff | playoff | playoff | playoff | playoff | playoff      | playoff               |
|          | Vin            | Par            | Per            | Tot            | PF             | PS             | Vin     | Per     | Tot     | PF      | PS      | risultato    | avversaria            |
| -------- | -------------- | -------------- | -------------- | -------------- | -------------- | -------------- | ------- | ------- | ------- | ------- | ------- | ------------ | --------------------- |
| 2009-10  | 3              | 0              | 3              | 6              | 143            | 202            | 1       | 0       | 1       | 26      | 12      | Terzo posto  | Žalec Gold Diggers    |
| 2011     | 2              | 0              | 4              | 6              | 199            | 180            | 1       | 0       | 1       | 35      | 40      | Terzo posto  | Alp Devils            |
| 2012     | 4              | 0              | 2              | 6              | 143            | 123            | 0       | 1       | 1       | 23      | 10      | SloBowl      | Ljubljana Silverhawks |
| 2013     | 1              | 0              | 1              | 2              | 49             | 27             | 0       | 1       | 1       | 0       | 45      | SloBowl      | Ljubljana Silverhawks |
| 2016     | -              | -              | -              | -              | -              | -              | 1       | 1       | 2       | 58      | 48      | Terzo posto  | Domžale Tigers        |
| 2017     | -              | -              | -              | -              | -              | -              | 0       | 2       | 2       | 30      | 36      | Quarto posto | Domžale Tigers        |
| 2019     | 2              | 0              | 1              | 3              | 53             | 52             | 0       | 1       | 1       | 7       | 30      | SloBowl      | Domžale Tigers        |
| Totale   | 12             | 0              | 11             | 23             | 587            | 584            | 3       | 6       | 9       | 179     | 221     |              |                       |

Fonti: Enciclopedia del Football - A cura di Roberto Mezzetti

##### AFL Division I
| Stagione | regular season | regular season | regular season | regular season | regular season | regular season | playoff | playoff | playoff | playoff | playoff | playoff   | playoff    |
|          | Vin            | Par            | Per            | Tot            | PF             | PS             | Vin     | Per     | Tot     | PF      | PS      | risultato | avversaria |
| -------- | -------------- | -------------- | -------------- | -------------- | -------------- | -------------- | ------- | ------- | ------- | ------- | ------- | --------- | ---------- |
| 2018     | 0              | 0              | 8              | 8              | 50             | 322            | -       | -       | -       | -       | -       | -         | -          |
| Totale   | 0              | 0              | 8              | 8              | 50             | 322            | -       | -       | -       | -       | -       |           |            |

Fonti: Enciclopedia del Football - A cura di Roberto Mezzetti

##### AFL Division II
| Stagione | regular season | regular season | regular season | regular season | regular season | regular season | playoff | playoff | playoff | playoff | playoff | playoff   | playoff        |
|          | Vin            | Par            | Per            | Tot            | PF             | PS             | Vin     | Per     | Tot     | PF      | PS      | risultato | avversaria     |
| -------- | -------------- | -------------- | -------------- | -------------- | -------------- | -------------- | ------- | ------- | ------- | ------- | ------- | --------- | -------------- |
| 2016     | 8              | 0              | 0              | 8              | 296            | 123            | 1       | 1       | 2       | 45      | 35      | Iron Bowl | Styrian Bears  |
| 2017     | 7              | 0              | 1              | 8              | 294            | 162            | 2       | 0       | 2       | 83      | 66      | Campioni  | Telfs Patriots |
| 2019     | 0              | 0              | 8              | 8              | 130            | 334            | -       | -       | -       | -       | -       | -         | -              |
| 2021     | 0              | 0              | 6              | 6              | 0              | 210            | -       | -       | -       | -       | -       | -         | -              |
| Totale   | 15             | 0              | 15             | 30             | 720            | 829            | 3       | 1       | 4       | 128     | 101     |           |                |

Fonti: Enciclopedia del Football - A cura di Roberto Mezzetti

### Tornei internazionali

#### Alpe Adria Football League
| Stagione | regular season | regular season | regular season | regular season | regular season | regular season | playoff | playoff | playoff | playoff | playoff | playoff   | playoff         |
|          | Vin            | Par            | Per            | Tot            | PF             | PS             | Vin     | Per     | Tot     | PF      | PS      | risultato | avversaria      |
| -------- | -------------- | -------------- | -------------- | -------------- | -------------- | -------------- | ------- | ------- | ------- | ------- | ------- | --------- | --------------- |
| 2013     | 4              | 0              | 1              | 5              | 197            | 44             | 1       | 0       | 1       | 19      | 12      | Campioni  | Zagreb Raiders  |
| 2014     | 6              | 0              | 1              | 7              | 175            | 53             | 1       | 0       | 1       | 15      | 6       | Campioni  | Alp Devils      |
| 2015     | 5              | 0              | 1              | 6              | 128            | 81             | 2       | 0       | 2       | 72      | 44      | Campioni  | Zagreb Patriots |
| Totale   | 15             | 0              | 3              | 18             | 500            | 178            | 4       | 0       | 4       | 106     | 62      |           |                 |

Fonti: Enciclopedia del Football - A cura di Roberto Mezzetti

### Riepilogo fasi finali disputate
| Anno             | Luogo           | Evento          | Fase del torneo      | Incontro                                 | Risultato    |
| 26 giugno 2010   | Šmartno ob Paki | SLAN            | Finale 3º - 4º posto | Maribor Generals - Žalec Gold Diggers    | 26 - 12      |
| 25 giugno 2011   |                 | SLAN            | Finale 3º - 4º posto | Maribor Generals - Alp Devils            | 35 - 14      |
| 23 giugno 2012   |                 | SLAN            | SloBowl              | Ljubljana Silverhawks - Maribor Generals | 23 - 10      |
| 22 giugno 2013   |                 | 1. SLAN         | SloBowl              | Maribor Generals - Ljubljana Silverhawks | 0 - 45       |
| 29 giugno 2013   |                 | AAFL            | Alpe Adria Bowl      | Zagreb Raiders - Maribor Generals        | 12 - 19      |
| 28 giugno 2014   |                 | AAFL            | Alpe Adria Bowl      | Alp Devils - Maribor Generals            | 6 - 15       |
| 27 giugno 2015   |                 | AAFL            | Alpe Adria Bowl      | Zagreb Patriots - Maribor Generals       | 16 - 36      |
| 12 giugno 2016   |                 | 1. SLAN         | Finale 3º - 4º posto | Maribor Generals - Domžale Tigers        | 58 - 27      |
| 30 luglio 2016   |                 | AFL Division II | Iron Bowl            | Maribor Generals - Styrian Bears         | 20 - 21      |
| 9 luglio 2017    | Kočevje         | 1. SLAN         | Finale 3º - 4º posto | Maribor Generals - Domžale Tigers        | 0 - 1 d.g.s. |
| 22 luglio 2017   | Telfs           | AFL Division II | Iron Bowl            | Telfs Patriots - Maribor Generals        | 39 - 42      |
| 23 novembre 2019 | Domžale         | 1. SLAN         | SloBowl              | Domžale Tigers - Maribor Generals        | 30 - 7       |

## Palmarès
- 3 Alpe Adria Bowl (2013-2015)
- 1 Iron Bowl austriaco (2017)